# Touit costaricensis
La cotorrita costarricense o periquito alirrojo (Touit costaricensis) es una especie de ave psitaciforme endémica de Costa Rica y el extremo oeste de Panamá.

## Hábitat
Vive en el dosel y en los bordes del bosque de montaña. En época de lluvias se encuentra entre los 500 y 1000 m de altitud, pero en el resto del año puede alcanzar hasta el nivel del mar o ascender hasta 3.000 m s. n. m.

## Descripción
Mide 17 cm y pesa 80 g. La mayoría del plumaje es verde brillante, más claro por debajo, se torna amarillo en la barbilla. La frente es de color rojo vivo, así como la parte anterior de la coronilla y el área loreal y orbital. El área roja es menos extensa en la hembra. El álula y las coberteras alares externas son rojas por encima y por debajo en los machos y negro azulado por encima del ala en las hembras. El forro proximal de las alas es amarillo, las primarias azuladas y la cola principalmente amarilla, con la punta negra azulada. El iris es café grisáceo y el anillo ocular desnudo color gris. El pico es amarillento y las patas gris pizarra.

## Taxonomía
Algunos expertos consideran que T. costaricensis es una subespecie de Touit dilectissimus.